# Sân bay Chi Giang Hoài Hóa
Sân bay Chi Giang Hoài Hóa (IATA: HJJ) nằm ở Hoài Hóa, Hồ Nam, Trung Quốc.

## Thế chiến II
Trong Thế chiến II, sân bay này được biết đến như là  Căn cứ không quân Chihkiang (Chih Kiang)' và được sử dụng bởi Quân đội Không quân Hoa Kỳ mười bốn như một phần của Chiến dịch phòng thủ Trung Quốc (1942-1945). Người Mỹ sử dụng sân bay này là chính như một trinh sát trên không, là một sân bay vận tải.
Căn cứ không quân Chihkiang cũng là trụ sở của Không quân Trung Quốc của mười bốn người Mỹ gốc Composite Wing (lâm thời) (CACW), có phi đội bay P-40 chiếc máy bay Warhawk. Các đơn vị hoạt động của CACW đã chỉ huy của cả hai sĩ quan lực lượng Mỹ và Trung Quốc, và máy bay của đơn vị đã phối hợp có người lái của phi công Mỹ và Trung Quốc và thuyền viên hàng không. Ngày 10 tháng 4 năm 1945, người Nhật bắt đầu một cuộc tấn công cho Chihkiang, tuy nhiên, ngày 10 tháng 5 các CACW đã tấn công và đánh tơi tả hết các lực lượng Nhật Bản, người Nhật đã phải rút lui để Paoching.
Người Mỹ đóng cửa cơ sở của họ tại sân bay vào đầu tháng 10 năm 1945.

## Hãng hàng không và điểm đến
- China Southern Airlines (Trường Sa)